# Kampens metrostation
Kampens metrostation (finska: Kampin metroasema) är en station inom Helsingfors metro i stadsdelen Kampen. Kampens metrostation ligger under Kampens köpcentrum och man kommer till Kampens busstation från perrongerna. 
Stationen öppnades 1983 och ligger endast 500 meter från Järnvägstorget och 1 100 meter från Gräsviken. Kampens metrostation är den näst största stationen inom Helsingfors metro. 
Ovanför rulltrapporna finns väggmålningen Maa, ilma, tuli ja vesi av konstnären Ipi Kärki och framför stationen står en fontän och skulpturen  Liike som har skapats av konstnären Anu Matilainen.
I Kampens köpcentrum finns Kampens busstation (Helsingfors busstation). Dessutom finns det en terminal för bussar till och från Esbo. 
Arkitektbyrån Hyvämäki-Karhunen-Parkkinen projekterade stationen. När stationen invigdes hade den Finlands längsta rulltrappor.
I samband med byggnationen av en vårdcentral kommer stationens billjetthall att rivas. Vårdcentralen beräknas vara färdig år 2027.

## Bildgalleri

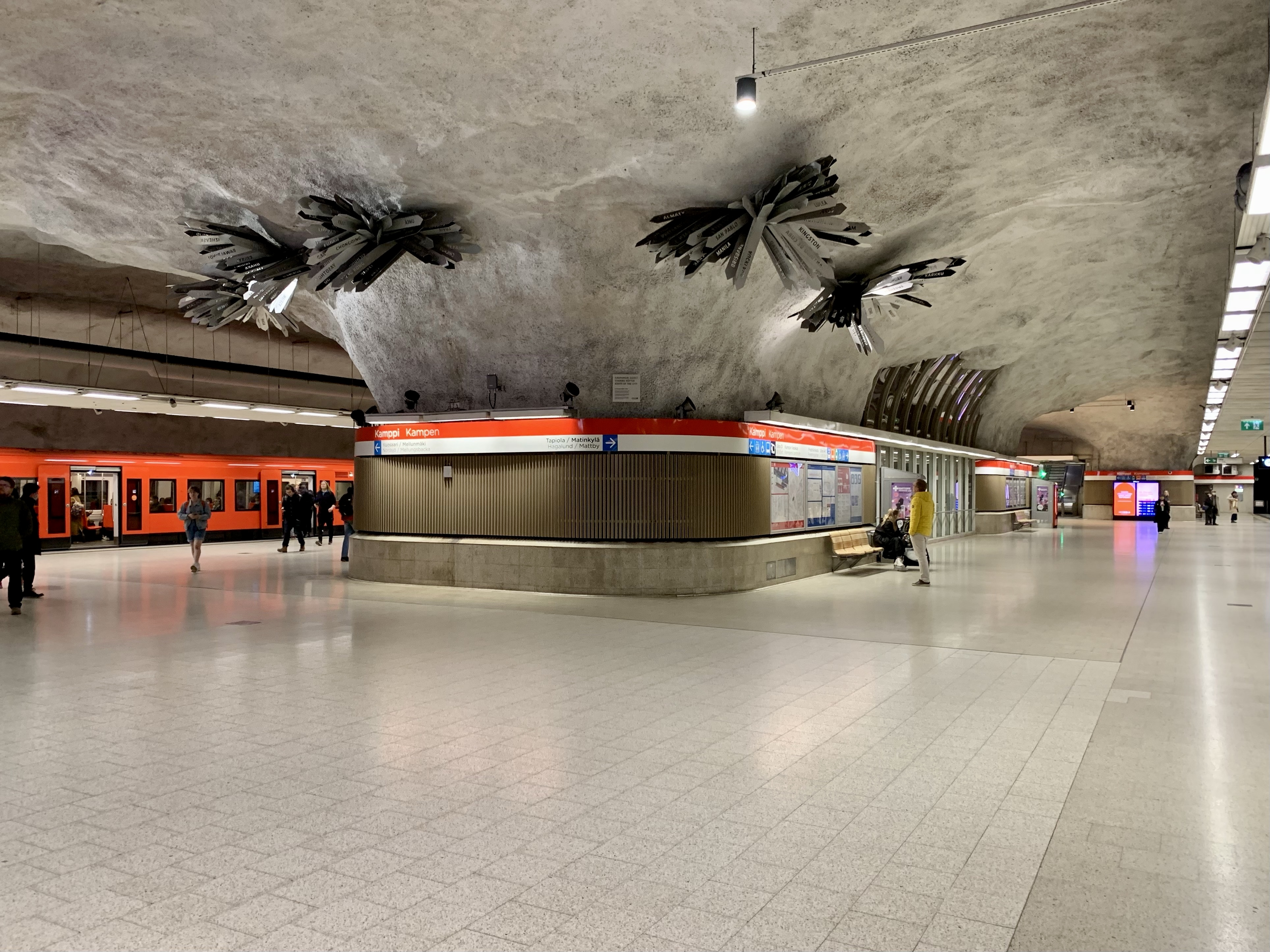
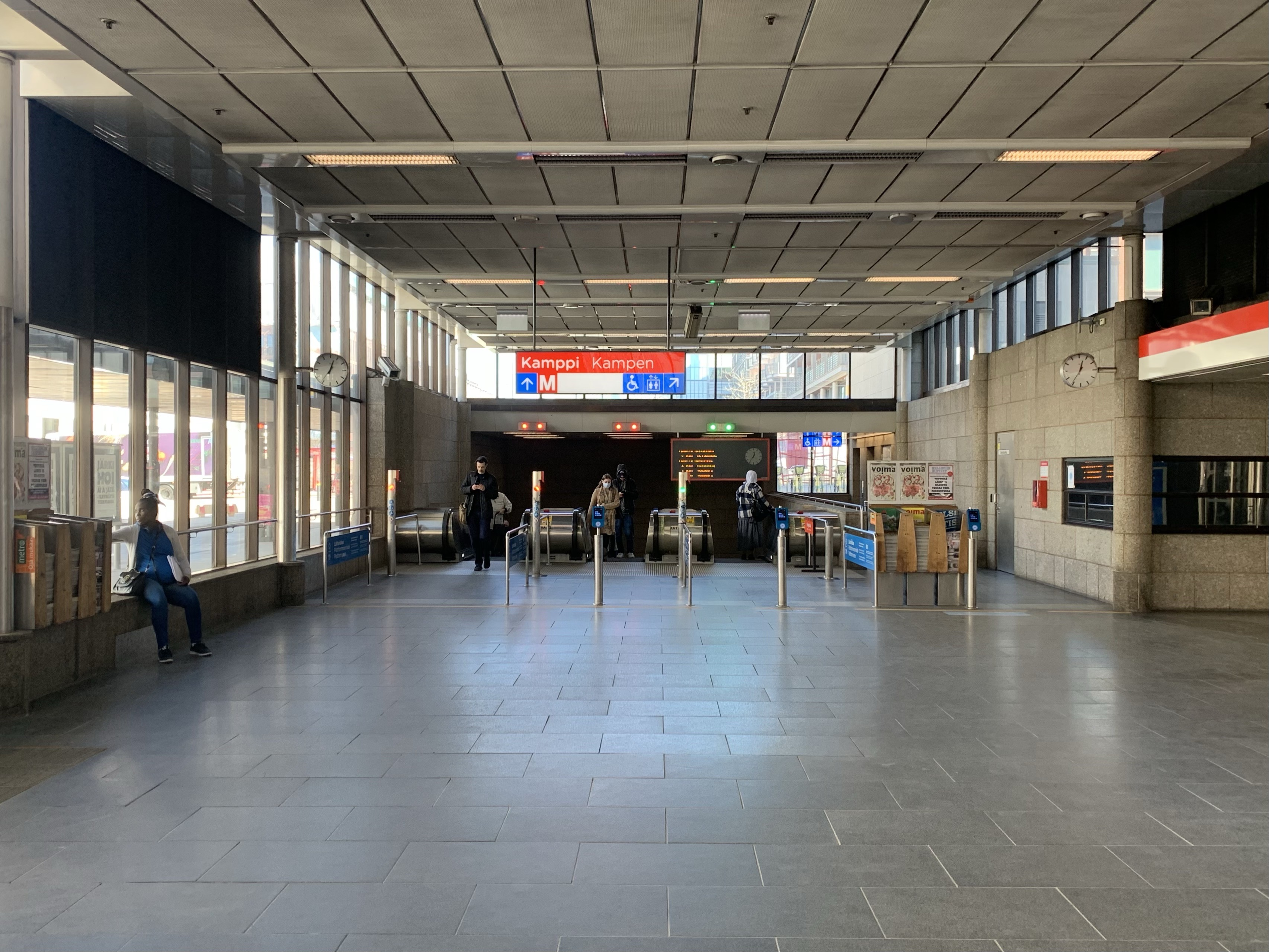
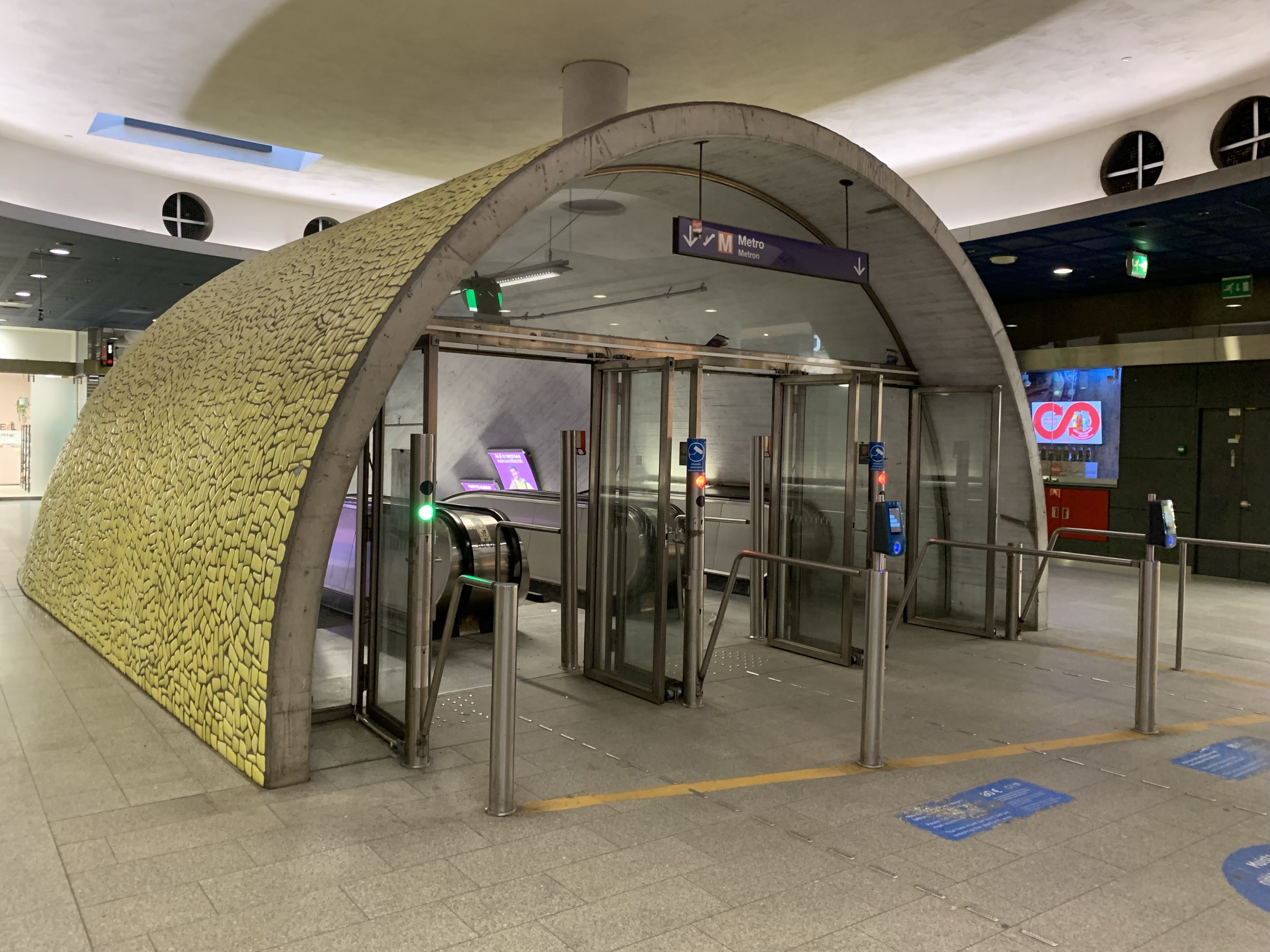
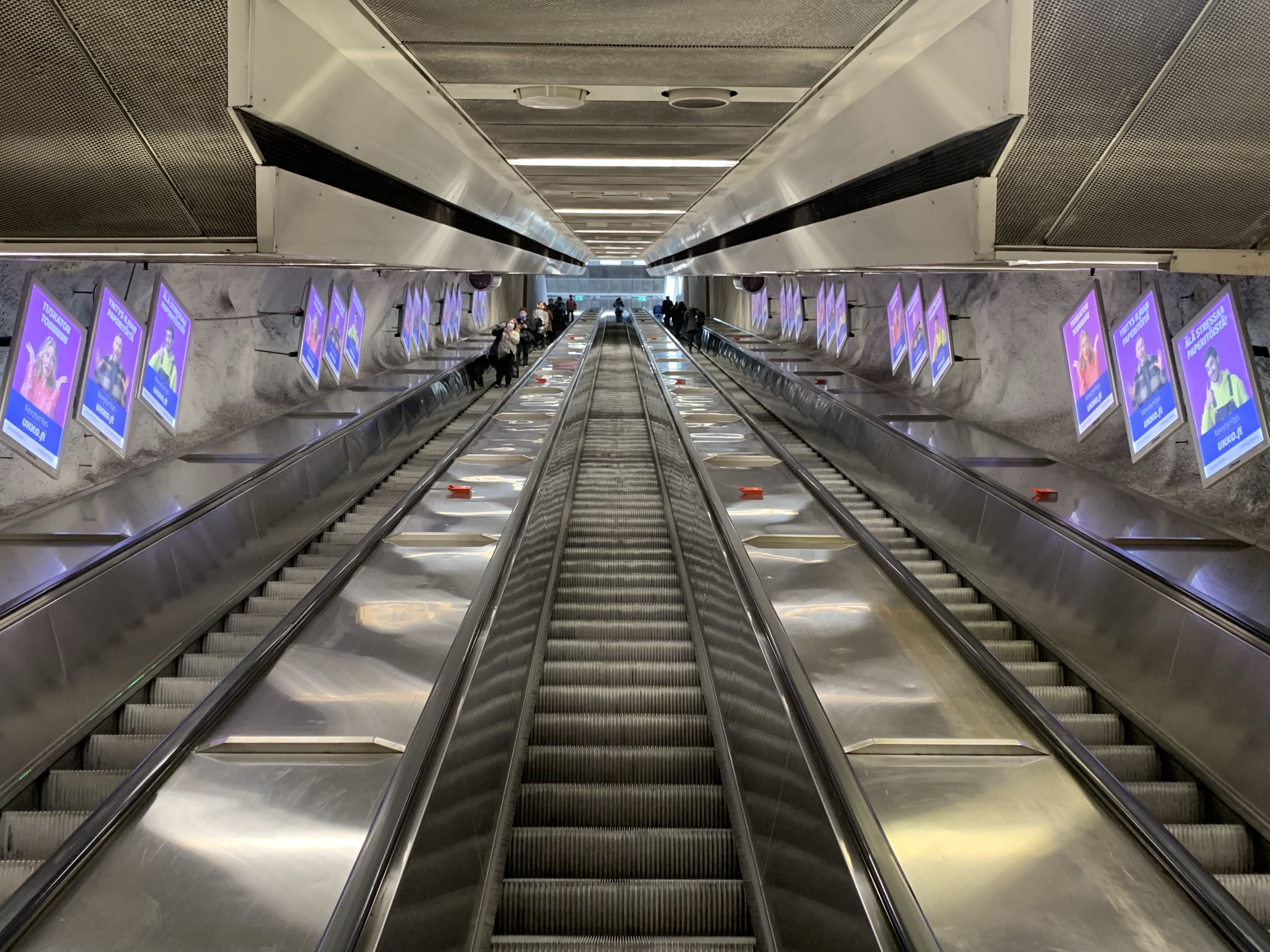
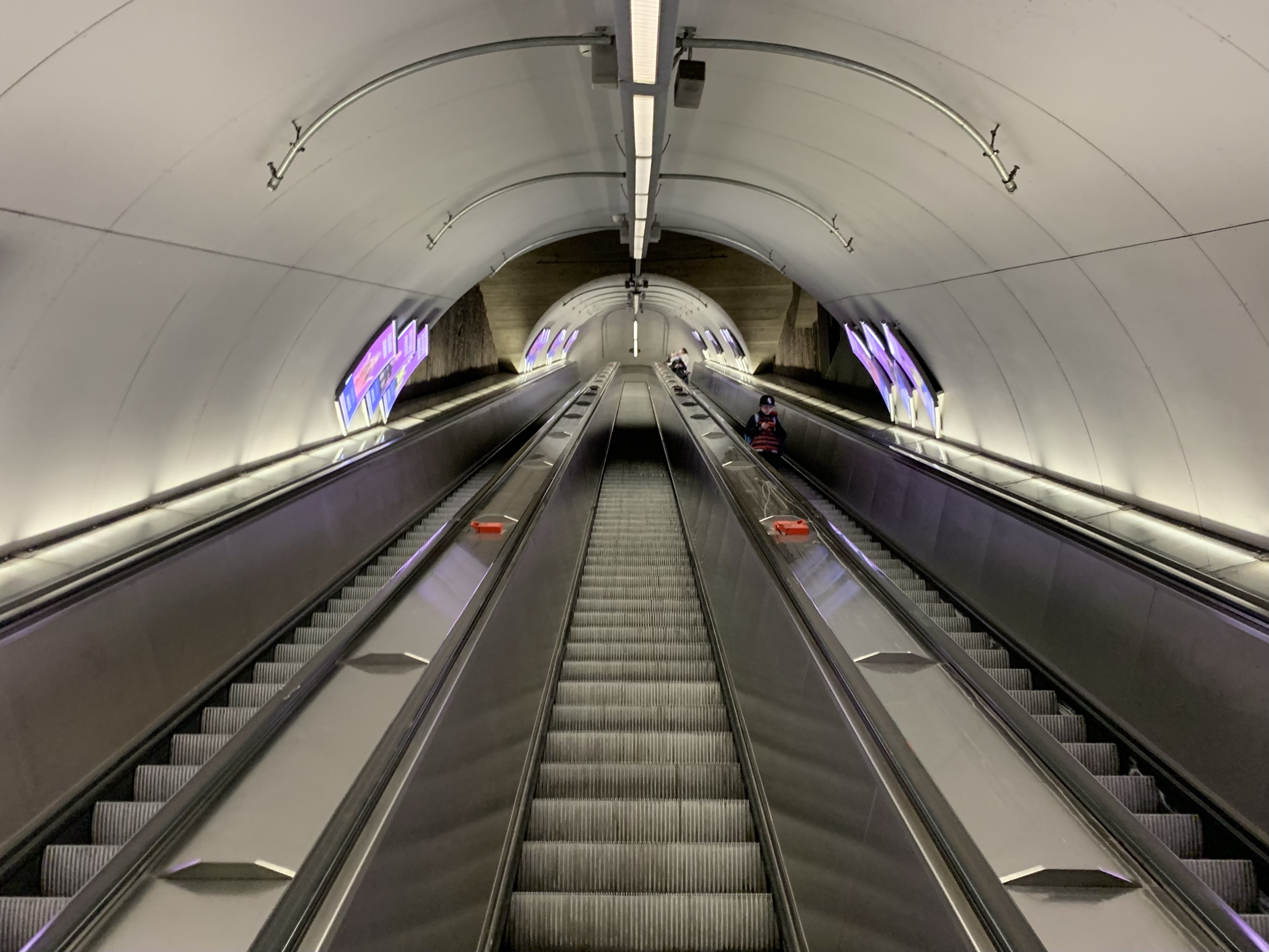